# Sweden Valley
Sweden Valley es un lugar designado por el censo ubicado en el condado de Potter en el estado estadounidense de Pensilvania. En el Censo de 2010 tenía una población de 223 habitantes y una densidad poblacional de 83,67 personas por km².

## Geografía
Sweden Valley se encuentra ubicado en las coordenadas 41°45′34″N 77°57′14″O / 41.75944, -77.95389. Según la Oficina del Censo de los Estados Unidos, Sweden Valley tiene una superficie total de 2.67 km², de la cual 2.67 km² corresponden a tierra firme y (0%) 0 km² es agua.

## Demografía
Según el censo de 2010, había 223 personas residiendo en Sweden Valley. La densidad de población era de 83,67 hab./km². De los 223 habitantes, Sweden Valley estaba compuesto por el 97.31 % blancos, el 0 % eran afroamericanos, el 1.79 % eran amerindios, el 0.45 % eran asiáticos, el 0 % eran isleños del Pacífico, el 0 % eran de otras razas y el 0.45 % pertenecían a dos o más razas. Del total de la población el 2.69 % eran hispanos o latinos de cualquier raza.